# Andrena apiformis
Andrena apiformis är en biart som beskrevs av Kreichbaumer 1873. Andrena apiformis ingår i släktet sandbin, och familjen grävbin. Inga underarter finns listade i Catalogue of Life.